# Rui Maggiolo Gouveia
Rui Alberto Maggiolo Gouveia († 7 de Dezembro de 1975 em Timor Português) foi um tenente-coronel das Forças Armadas Portuguesas em Timor e comandante da Policia de Segurança Publica (PSP) em Timor.
Antes de prestar serviço em Timor, Maggiolo Gouveia esteve em serviço de combate na guerra colonial em África.

Percurso militar
Nascido a 11 de Outubro de 1929 na freguesia urbana de Santa Maria e São Miguel, concelho de Sintra, filho de Maria Guilhermina Maggiolo Gouveia e de António Vicente Teixeira de Gouveia.
Em 24 de Outubro de 1949 ingressa na Escola do Exército, a fim de iniciar o curso de infantaria.
Em 6 de Junho de 1960, Capitão de Infantaria, tendo sido mobilizado pelo Batalhão de Caçadores 5 (BC5 - Campolide) para servir Portugal na Província Ultramarina de Angola, embarca em Lisboa no NTT 'Uíge' rumo a Luanda.
Em 18 de Março de 1962 regressa à Metrópole, ficando colocado no Batalhão de Transmissões 3 (BTm3) «UBIQUE» da Escola Prática de Engenharia (EPE – Tancos).
Em 12 de Maio de 1963, tendo sido mobilizado para 2ª comissão na Região Militar de Angola (RMA), embarca em Lisboa rumo a Luanda.
Em 20 de Março de 1965 regressa à Metrópole, ficando colocado no Regimento de Infantaria 2 (RI2 - Abrantes).
Em 23 de Janeiro de 1966, tendo sido mobilizado pelo Batalhão Independente de Infantaria 19 (BII19 - Funchal) para servir novamente em Angola, embarca rumo a Luanda a fim de comandar a Companhia de Caçadores 1522 (CCac1522).
Em 13 de Fevereiro de 1968 agraciado com a Medalha de Prata de Valor Militar com palma. Em 7 de Abril do mesmo ano, regressa à Metrópole e ao Regimento de Infantaria 2 (RI2 - Abrantes). Em Setembro é promovido a Major por distinção.
Agraciado com a Medalha da Cruz de Guerra , colectiva, de 1.ª classe, pelo Decreto n.º 48621, publicado no Diário do Governo n.º 239/1968, Série I, de 10 de Outubro de 1968.
Em 16 de Abril de 1969, tendo sido mobilizado pelo Regimento de Infantaria 1 (RI1 - Amadora) para servir novamente na Região Militar de Angola (RMA), embarca em Lisboa no NTT 'Vera Cruz' rumo a Cabinda, como 2.º comandante do Batalhão de Caçadores 2871 (BCac2871). Em 7 de Julho de 1971 regressa ao RI1-Amadora Regimento GNR de Infantaria 1 (RI1 - Amadora).
Em 20 de Junho de 1973, encontrando-se colocado na Guarda Nacional Republicana (GNR), regressa ao Ministério do Exército por ter sido nomeado para servir Portugal na Província Ultramarina de Timor. Em 9 de Julho de 1973 agraciado com o grau de Cavaleiro da Ordem Militar de Avis.
Em 1 de Dezembro de 1974, encontrando-se em Dili como comandante da Polícia de Segurança Pública (PSP), promovido a Tenente-Coronel. 

O golpe de 1975
A 11 de Agosto de 1975, a União Democrática Timorense (UDT) tentou tomar o poder na colónia para impedir a formação de um governo de esquerda da FRETILIN. O governador Mário Lemos Pires ameaçou então a UDT com o envio de pára-quedistas, mas a 12 de Agosto, Maggiolo Gouveia declarou através do emissor da Rádio Díli que se demitia da polícia e do exército e se juntava à UDT. 
"É para Sua Excelência o Governador, é para todos os camaradas militares, oficiais da mesma Escola, e Portugueses como eu, que falo. Respeito as ideias de todos os camaradas. Alguns poder-me-ão considerar traidor, mas um homem só é traidor quando trai a sua consciência. Eu não podia mais continuar a trair-me a mim próprio. Eu vou repetir, para aqueles que não ouviram, a minha mensagem, que é uma tomada de posição. "O ex-Comandante de Polícia de Segurança Pública de Timor comunica que aderiu ao movimento da U.D.T. depois de feito prisioneiro pelas forças operacionais daquele movimento. O Comandante da Polícia de Segurança Pública informa que aderiu completamente consciente, certo de que a sua atitude é a única digna como oficial do Exército Português que foi. A partir deste momento, eu confio-me aos timorenses e a Deus, e peço a todos os camaradas Portugueses, camaradas de armas, e àqueles que ainda são meus amigos, que saibam respeitar a minha família. Viva o Partido Socialista Português. Viva Portugal. Viva Timor. Falou-vos Rui Alberto Maggiolo Gouveia, ex-Tenente Coronel do Exército Português." - mensagem de Maggiolo Gouveia através da rádio 
A emissão terminou com cânticos de "Viva" para o Partido Socialista, Portugal e Timor. Mais tarde, diz-se que foi visto a arrastar uma bandeira da FRETILIN pela terra como troféu de guerra em Díli, o que provocou um grande ódio contra si por parte dos apoiantes da FRETILIN. No entanto, a UDT perdeu a guerra civil. Gouveia foi capturado pela FRETILIN no quartel-general militar em Taibesi, a 21 de Agosto. 
Já na primeira semana de cativeiro, Maggiolo Gouveia foi chicoteado e testemunhas oculares relatam mais torturas. Testemunhas da Cruz Vermelha Internacional referem que Maggiolo Gouveia foi barbaramente espancado durante 3 meses, tendo nesse período entrado em coma muitas vezes.  Apesar disso, manteve as suas posições políticas. Quando os repórteres da RTP o visitaram no hospital de Lahane, declarou que "só o Partido Socialista e o General Spínola podem salvar Portugal". Mais tarde, mais quatro cartas chegaram à família através do Vaticano. 

Preso e morto pelos comunistas da FRETILIN
A 7 de Dezembro, no dia em que o exército indonésio começou a desembarcar na capital colonial de Díli, Maggiolo Gouveia, juntamente com 50 a 60 outros prisioneiros, foi morto a tiro por um pelotão de execução da FRETILIN na estrada que liga Aileu a Maubisse e enterrado numa vala comum.  Maggiolo Gouveia ajoelhou-se, rezou o terço e disse: "Morro por Timor, morro pela minha pátria e pela minha fé católica. Podem disparar".  Em Março de 1976, o bispo de Díli, José Joaquim Ribeiro, comunicou o triste acontecimento à esposa do militar por carta, em que declarava: ““neste vale de lágrimas”, deu a sua vida pela fé e pela Pátria, morreu como um autêntico cristão, como um homem inteiriço, como um militar da têmpera desses militares de antanho, que são o orgulho e exemplo da nossa gloriosa História”. 
Só em 1994 é que a FRETILIN assumiu a responsabilidade pelas vítimas. Anteriormente, tinha-se afirmado que os prisioneiros tinham sido deixados para trás quando a FRETILIN se retirou dos invasores indonésios. 

Trasladação e homenagens
Em 2003, o seu corpo foi exumado e enterrado em Mação, Portugal.  Cristina Mendonça, um outro médico legista e o filho de Maggiolo, também médico, foram em 2003 a Timor para trazer os seus restos mortais. “Remexer naquilo foi muito complicado. A história é ainda sensível”, conta a médica. A equipa analisou vários corpos até identificar o português. Depois voltaram a enterrá-los. “Nem sequer àqueles que tínhamos analisado aceitaram que se fizesse algo. E eram todos mortos da mesma noite.” 
As avaliações do comportamento de Maggiolo Gouveia no rescaldo do golpe da UDT variam. Muitos vêem Maggiolo Gouveia como um herói que não quis abandonar Timor a uma ameaça comunista.  No funeral de Maggiolo Gouveia, o Ministro da Defesa português, Paulo Portas, de direita e conservador, declarou que ele tinha lutado contra a "sovietização de Timor". 
O concelho que viu Maggiolo Gouveia nascer, Sintra, Portugal, nomeou a Rua Tenente Coronel Maggiolo de Gouveia em sua homenagem.  O seu nome está ainda nas seguintes localidades: Marco de Canaveses (Travessa Tenente Coronel Maggiolo Gouveia e Rua Tenente Coronel Maggiolo Gouveia) e Porto Salvo (Rua Tenente Coronel Maggiolo Gouveia).